# Platanthera ussuriensis
Platanthera ussuriensis är en orkidéart som först beskrevs av Eduard August von Regel, och fick sitt nu gällande namn av Carl Maximowicz. Platanthera ussuriensis ingår i släktet nattvioler, och familjen orkidéer. Inga underarter finns listade i Catalogue of Life.